# Отман-Боздаг
Отман-Боздаг — грязьовий вулкан, розташований за 35 км від столиці Азербайджану — міста Баку, на Апшеронському півострові.
Останнє виверження вулкана відбулося вранці 23 вересня 2018 року. Висота полум'я становила 200—300 метрів. На ділянці утворилося багато тріщин глибиною до 40 метрів.